# Čína na Letních olympijských hrách 1992
Čínu na Letních olympijských hrách v roce 1992 ve španělské Barceloně reprezentovala výprava 244 sportovců (117 mužů a 127 žen) ve 23 sportech.

## Medailisté
| Medaile | Jméno | Sport                | Soutěž                                      |
| ------- | --- | -------------------- | ------------------------------------------- |
| Zlato   | Li Siao-šuang | Sportovní gymnastika | Muži prostná                                |
| Zlato   | Lu Li | Sportovní gymnastika | Ženy bradla                                 |
| Zlato   | Čchen Jüe-ling | Atletika             | Ženy chůze na 10 km                         |
| Zlato   | Sun Šu-wej | Skoky do vody        | Muži věž 10 m                               |
| Zlato   | Fu Ming-sia | Skoky do vody        | Ženy věž 10 m                               |
| Zlato   | Kao Min | Skoky do vody        | Ženy prkno 3 m                              |
| Zlato   | Čuang Siao-jen | Judo                 | Ženy nad 72 kg                              |
| Zlato   | Wang I-fu | Sportovní střelba    | Muži 10 metrů vzduchová pistole (60 ran)    |
| Zlato   | Čang Šan | Sportovní střelba    | Muži skeet                                  |
| Zlato   | Čchien Chung | Plavání              | Ženy 100 m motýlek                          |
| Zlato   | Čuang Jung | Plavání              | Ženy 100 m volný způsob                     |
| Zlato   | Lin Li | Plavání              | Ženy 200 m polohový závod                   |
| Zlato   | Jang Wen-i | Plavání              | Ženy 50 m volný způsob                      |
| Zlato   | Lü Lin Wang Tchao | Stolní tenis         | Muži čtyřhra                                |
| Zlato   | Teng Ja-pching Čchiao Chung | Stolní tenis         | Ženy čtyřhra                                |
| Zlato   | Teng Ja-pching | Stolní tenis         | Ženy dvouhra                                |
| Stříbro | Wang Siao-ču Ma Siang-ťün Wang Chung | Lukostřelba          | Družstvo žen                                |
| Stříbro | Lu Li | Sportovní gymnastika | Ženy kladina                                |
| Stříbro | Li Ťing | Sportovní gymnastika | Muži bradla                                 |
| Stříbro | Li Ťing | Sportovní gymnastika | Muži kruhy                                  |
| Stříbro | Kuo Lin-jao Li Čchun-jang Li Ta-šuang Li Ke Li Ťing Li Siao-šuang                                                                             | Sportovní gymnastika | Družstvo mužů                               |
| Stříbro | Chuang Č’-chung | Atletika             | Ženy vrh kouli                              |
| Stříbro | Kuan Wej-čen Nung Čchün-chua | Badminton            | Ženy čtyřhra                                |
| Stříbro | Cchung Süe-ti Li Sin Liou Ťün Wang Fang Čeng Tung-mej Che Ťün Pcheng Pching Čeng Chaj-sia Čeng Siou-lin Li Tung-mej Liou Čching Čan Šu-pching | Basketbal            | Turnaj žen                                  |
| Stříbro | Tchan Liang-te | Skoky do vody        | Muži prkno 3 m                              |
| Stříbro | Wang Chuej-feng | Šerm                 | Ženy fleret jednotlivkyně                   |
| Stříbro | Čang Siao-tung | Jachting             | Ženy třída Board (Lechner)                  |
| Stříbro | Li Tuej-chung | Sportovní střelba    | Ženy 25 metrů sportovní pistole (30+30 ran) |
| Stříbro | Wang I-fu | Sportovní střelba    | Muži 50 metrů libovolná pistole (60 ran)    |
| Stříbro | Lin Li | Plavání              | Ženy 200 m prsa                             |
| Stříbro | Wang Siao-chung | Plavání              | Ženy 200 m motýlek                          |
| Stříbro | Lin Li | Plavání              | Ženy 400 m polohový závod                   |
| Stříbro | Le Jingyi Lü Bin Čuang Jung Yang Wenyi Zhao Kun (rozplavba)                                                                                   | Plavání              | Ženy štafeta 4 × 100 m volný způsob         |
| Stříbro | Čuang Jung | Plavání              | Ženy 50 m volný způsob                      |
| Stříbro | Chen Zihe Gao Jun | Stolní tenis         | čtyřhra                                     |
| Stříbro | Qiao Hong | Stolní tenis         | Ženy dvouhra                                |
| Stříbro | Lin Qisheng | Vzpírání             | Muži 52 kg                                  |
| Stříbro | Liu Shoubin | Vzpírání             | Muži 56 kg                                  |
| Bronz   | Guo Linyao | Sportovní gymnastika | Muži bradla                                 |
| Bronz   | Li Siao-šuang | Sportovní gymnastika | Muži kruhy                                  |
| Bronz   | Li Čchun-siou | Atletika             | Ženy chůze na 10 km                         |
| Bronz   | Čchü Jün-sia | Atletika             | Ženy běh na 1 500 m                         |
| Bronz   | Li Yongbo Tian Bingyi | Badminton            | Muži čtyřhra                                |
| Bronz   | Lin Yanfen Yao Fen | Badminton            | Ženy čtyřhra                                |
| Bronz   | Huang Hua Tang Jiuhong | Badminton            | Ženy dvouhra                                |
| Bronz   | Xiong Ni | Skoky do vody        | Muži věž 10 m                               |
| Bronz   | Li Čung-jün | Judo                 | Ženy 52 kg                                  |
| Bronz   | Čang Ti | Judo                 | Ženy 61 kg                                  |
| Bronz   | Gu Xiaoli Lu Huali | Veslování            | Ženy dvojskif                               |
| Bronz   | Ma Wenge | Stolní tenis         | Muži dvouhra                                |
| Bronz   | Luo Jianming | Vzpírání             | Muži 56 kg                                  |
| Bronz   | He Yingqiang | Vzpírání             | Muži 60 kg                                  |
| Bronz   | Šeng Ce-tchien | Zápas                | muži, řecko-římský do 57 kg                 |